# 아가시 데 라 폰테인
아가시 데 라 폰테인(Agathe de La Fontaine, 1972년 3월 27일 ~ )은 프랑스의 배우, 영화배우이다. 파리에서 태어났다.
영화 역할로는 롤라 런과 함께 1999년 선댄스 월드 시네마 관객상을 공유한 생명의 기차(1998)와 나인 하프 위크의 속편인 나인 하프 위크 2가 있다. 라 폰테인은 2000년부터 2002년까지 전직 축구선수 에마뉘엘 프티와 결혼 상태를 유지했다.

## 영화
- 잠수종과 나비 (2007년)
- 생명의 기차 (1998년) - 에스더 역
- 나인 하프 위크 2 (1997년) - 클레어 역
- 킬러 키드 (1994년) - 이사벨 역
- 루이의 리얼리티쇼 (1994년)